# Giuseppe Meneghini

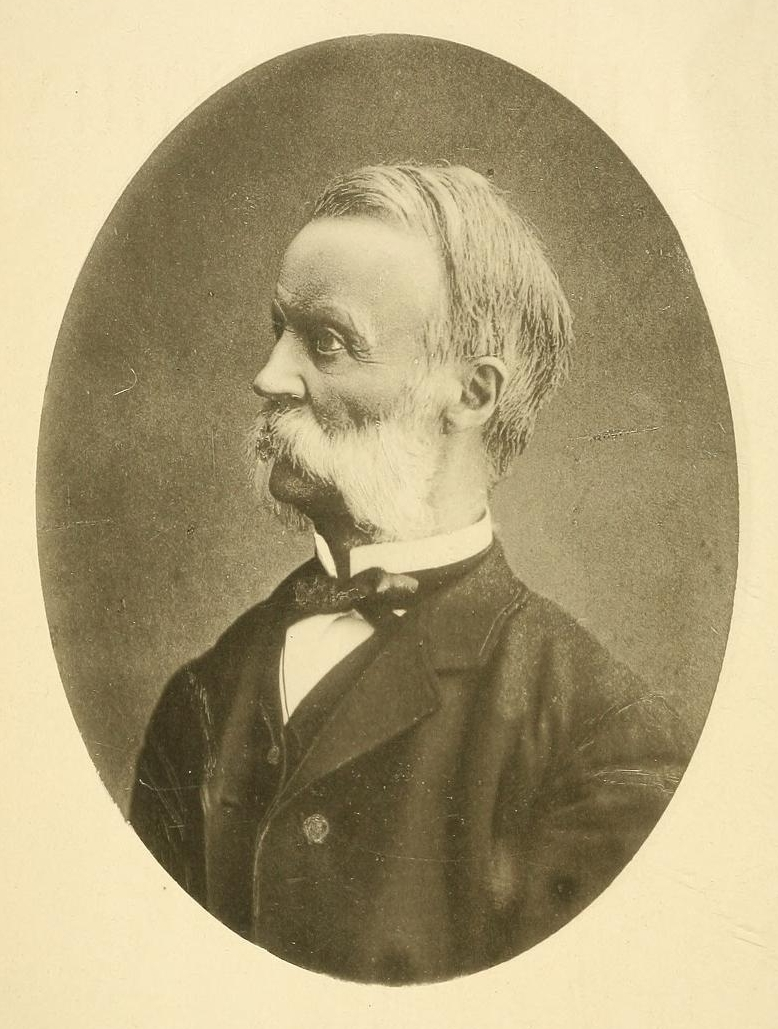
Giuseppe Meneghini

Giuseppe Meneghini, mit vollem Namen Giuseppe Giovanni Antonio Meneghini (* 30. Juli 1811 in Padua; † 29. Januar 1889 in Pisa), war ein italienischer Geologe, Paläontologe, Chirurg, Augenheilkundler und Autor.

## Leben und Arbeit
Meneghini studierte zunächst in seiner Heimatstadt Padua Medizin und wurde dort Assistent am dortigen Lehrstuhl für Botanik, wobei er bereits einige wissenschaftliche Arbeiten über physiologische und botanische Themen veröffentlichte. 1839 wurde er in Padua Professor für Physik, Chemie und Botanik. Im Zuge der revolutionären Umtriebe im österreichischen Italien musste er 1848 aus Padua fliehen. Er emigrierte ins toskanische Pisa, wo ihm der Lehrstuhl für Mineralogie und Geologie des in den Kämpfen gegen Österreich gefallenen bisherigen Lehrstuhlinhabers Leopoldo Pilla (1805–1848) übertragen wurde. Dort erwarb er sich großes Ansehen wegen der paläontologischen Sammlungen, die einen ersten wichtigen Schwerpunkt in Pisa darstellten. Zugleich wurde er auch Direktor des geologischen Kabinetts.
In Pisa veröffentlichte er zahlreiche Arbeiten über die Geologie der Toskana. Von 1853 bis 1862 erstattete er jährliche Berichte über die Kupferbergwerke des Apennins und über die Societas Mineralia anglo-toscana. Werke über die Paläontologie der Insel Sardinien (1857–1860) und der Lombardei (1867–1881) schlossen seine wissenschaftlichen Untersuchungen ab. In Anerkennung seiner wissenschaftlichen Leistungen wurde er 1888 in den preußischen Orden Pour le Mérite für Wissenschaft und Künste aufgenommen. Im Jahr 1837 wurde er zum Mitglied der Leopoldina gewählt.

## Werke
1. Lezioni orali di geografia fisica del Prof. G. M. raccolte dagli studenti dell’anno scolastico 1850–51
2. Botanical and Physiological Memoirs, consisting of I. The Phenomenon of Rejuvenescence in Nature
3. Ricerche sulla struttura del caule nelle piante monocotiledoni (1836)

## Ehrung
Nach Giuseppe Meneghini ist das Mineral Meneghinit benannt. Außerdem halten die Namen der Ammonitengattungen Meneghiniceras Hyatt (seit 1900) und Meneghinia Fucini (seit 1931) das Andenken des Wissenschaftlers wach.

## Quelle
- Der Orden Pour le Mérite für Wissenschaft und Künste : Die Mitglieder des Ordens. Band II (1882–1952), Seite 56 mit Bild Meneghinis auf der gegenüberliegenden Seite 57, Gebr. Mann-Verlag, Berlin, 1978